# Brewster County
Brewster County je okres ve státě Texas v USA. K roku 2010 zde žilo 9 232 obyvatel. Správním a zároveň jediným městem okresu je Alpine, ve kterém v roce 2010 žilo 5 905 obyvatel. Ostatní obyvatelé okresu žijí v menších vesnicích. Celková rozloha okresu činí 16 040 km². Jedná se o největší okres ve státě Texas, čímž je více než dvakrát větší než stát Delaware a přibližně o 1 300 km² větší než Connecticut.